# Шинник (футбольний клуб)
«Шинник» (рос. «Шинник») — російський футбольний клуб з міста Ярославль. Заснований 15 січня 1957 року. Домашні матчі команда проводить на стадіоні «Шинник». В даний момент є учасником першості ФНЛ.
Колишні назви: «Хімік» (1957—1960).